# Johann Bereit
Johann Bereit/Bayerrüt/Birrit, auch Johann von Jüterbog (* um 1400; † vor dem 8. August 1472, Tag des Begräbnisses, in Görlitz), war ein deutscher Stadtschreiber, Gutsbesitzer, Händler, Ratsherr, Chronist und Bürgermeister im Ausklang des Mittelalters in Görlitz.

## Biographie
Johann Bereit wurde um 1400 wahrscheinlich im brandenburgischen Jüterbog geboren.
Im Winter 1425 begann er in Leipzig zu studieren. Er war Mitglied der Sächsischen Nation und sei zumindest nicht arm gewesen. Laut Gustav Köhler (1840) bezahlte er nur einen statt der üblichen sechs Groschen Inscribitionsgebühr, allerdings sprach Woldemar Lippert (1901), dem die Gebührenrubrik der 158 eingeschriebenen Studenten vorlag, davon, dass Bereit zu den 78 Studenten gehörte, die im Gegensatz zu den übrigen Studenten die volle Gebühr bezahlten. Am 8. Juni 1427 „promovierte“ er zum Baccalaureus. Zwischen Oktober 1432 und 1433 wurde er Bürger in Görlitz, im Mai 1433 bedienstete man ihn als Schreiber, 1435 als Unterstadtschreiber und 1436 schließlich als Stadtschreiber. Als Tuch-, Woll- und Waidhändler wurde er in den folgenden Jahren vermögend, gelangte zu Hausbesitz in der Peterstraße 16. Er besaß zeitweise Viereichen, Trebus und Hähnichen. 1441/42 wurde er Ratsherr, 1449 auch Schöppe, 1469 sogar Bürgermeister. Als engagierter Stadtschreiber reiste er nach Schlesien, Böhmen, Mitteldeutschland und Ungarn.
1450 unternahm er eine Wallfahrt nach Rom. 1462 befand er sich mit Andreas Canitz in Prag beim böhmischen König Georg von Podiebrad. In einem gemeinsamen Schreiben bekräftigten Canitz und Bereit die Toleranz des Königs gegenüber Katholiken. Er wurde wenig später dennoch durch die Kirche exkommuniziert. Nach der unruhevollen Görlitzer Pulververschwörung gelang Bereit als Bürgermeister die Vormachtstellung der Stadt Görlitz innerhalb des Sechsstädtebundes einschließlich ihrer Privilegien zu verteidigen.
Seine Görlitzer Annalen für die Jahre 1448 bis 1468 wurden nicht fertig, dennoch im Jahr 1839 auf Initiative Gustav Köhlers gedruckt und veröffentlicht.